# Pixmühle
Die Pixmühle war eine Wassermühle mit einem unterschlächtigen Wasserrad am Oberlauf der Niers im Mönchengladbacher Stadtteil Odenkirchen im Regierungsbezirk Düsseldorf.

## Geographie
Die Pixmühle hatte ihren Standort auf der rechten Seite der Niers, Pixmühle, im Mönchengladbacher Stadtteil Odenkirchen. Oberhalb befand sich die Burgmühle Odenkirchen, unterhalb die Bellermühle. Das Gelände, auf dem das Mühlengebäude stand, liegt auf einer Höhe von ca. 59 m über NN.

## Gewässer
Die Niers (GEWKZ 286) in ihrem alten Flussbett versorgte bis zur Flussbegradigung über Jahrhunderte zahlreiche Mühlen mit Wasser. Die Niers entspringt in Kuckum, einem Ortsteil der Stadt Erkelenz. Bis zur Mündung in die Maas bei Gennep (Niederlande) hat die Niers eine Gesamtlänge von 117,668 km und ein Gesamteinzugsgebiet von 1.380,630 km2. Die Quelle liegt bei 73 m ü. NN, die Mündung bei 9 m ü. NN. Die Pflege und der Unterhalt des Gewässers obliegt dem Niersverband.

## Geschichte
Die Pixmühle wurde 1509 als muelen vor Pixhoff  uff der Neersen gelegen urkundlich erwähnt. Die ursprüngliche Ölmühle gehörte zum Pixhof und wurde 1563 von ihrem Eigentümer Herrn von Neuenahr um ein weiteres Mahlwerk erweitert. Von nun an war sie auch in der Lage als Lohmühle zu arbeiten. Im Laufe der Jahrhunderte kam es zu häufigen Eigentümerwechsel. So führte die Pixmühle auch die Namen Pongsmühle, Grosmühle, Kroschmühle, Tilmansmühle und Untere Mühle. Um 1860 kaufte der Unternehmer Cornelius Pongs die Mühle und gestaltete sie zu einer Baumwollspinnerei um. Das Mühlrad diente zum Antrieb einer Reißmaschine. Die gute wirtschaftliche Lage erlaubte einen Ausbau des Betriebes um eine Weberei, eine Rauherei, und eine Wattefabrik. 1928 wurde der Betrieb nach Neuwerk verlegt. Die Pixmühle und die nicht mehr genutzten Fabrikgebäude wurden stillgelegt und 1930 abgerissen.

## Galerie

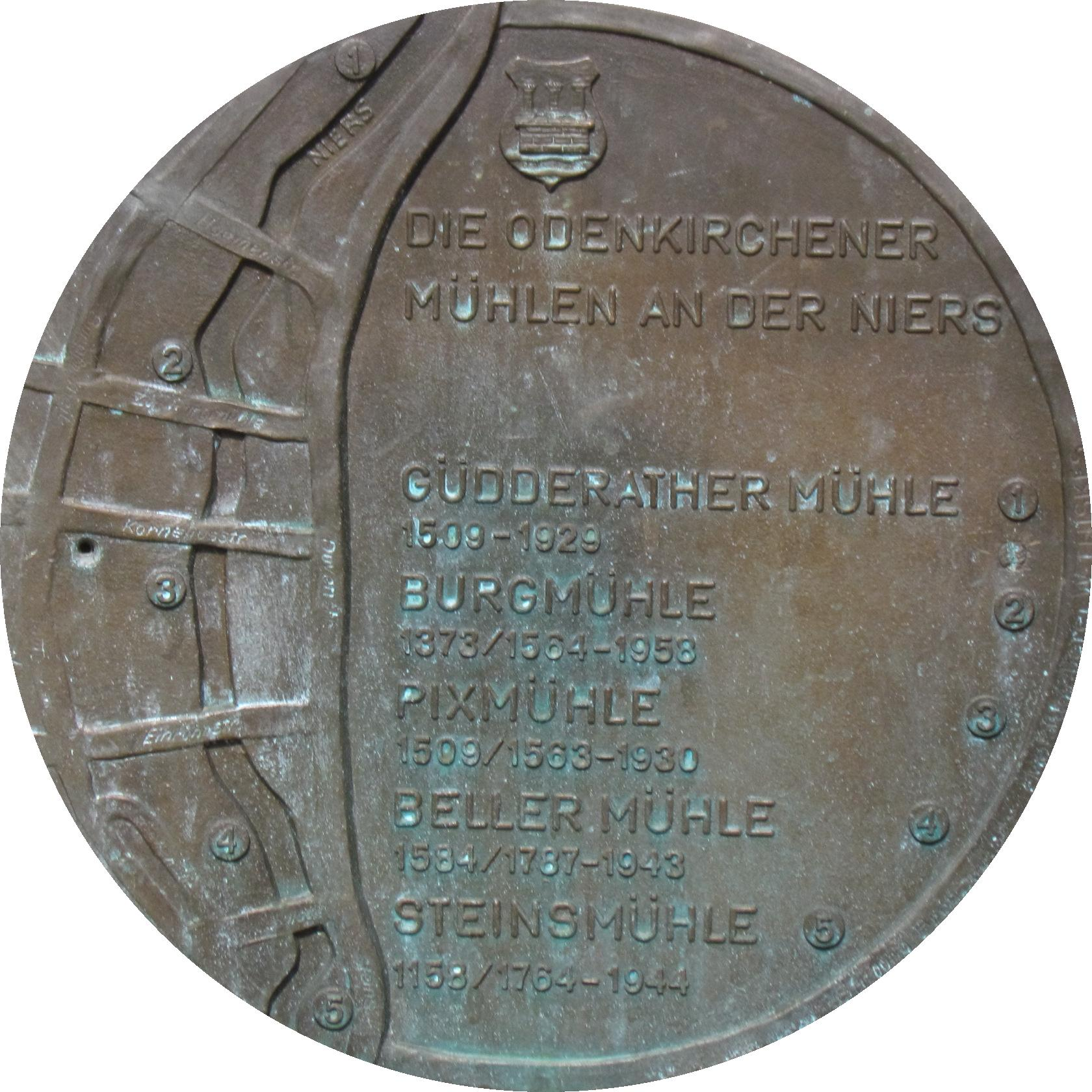
Die Odenkirchener Mühlen an der Niers
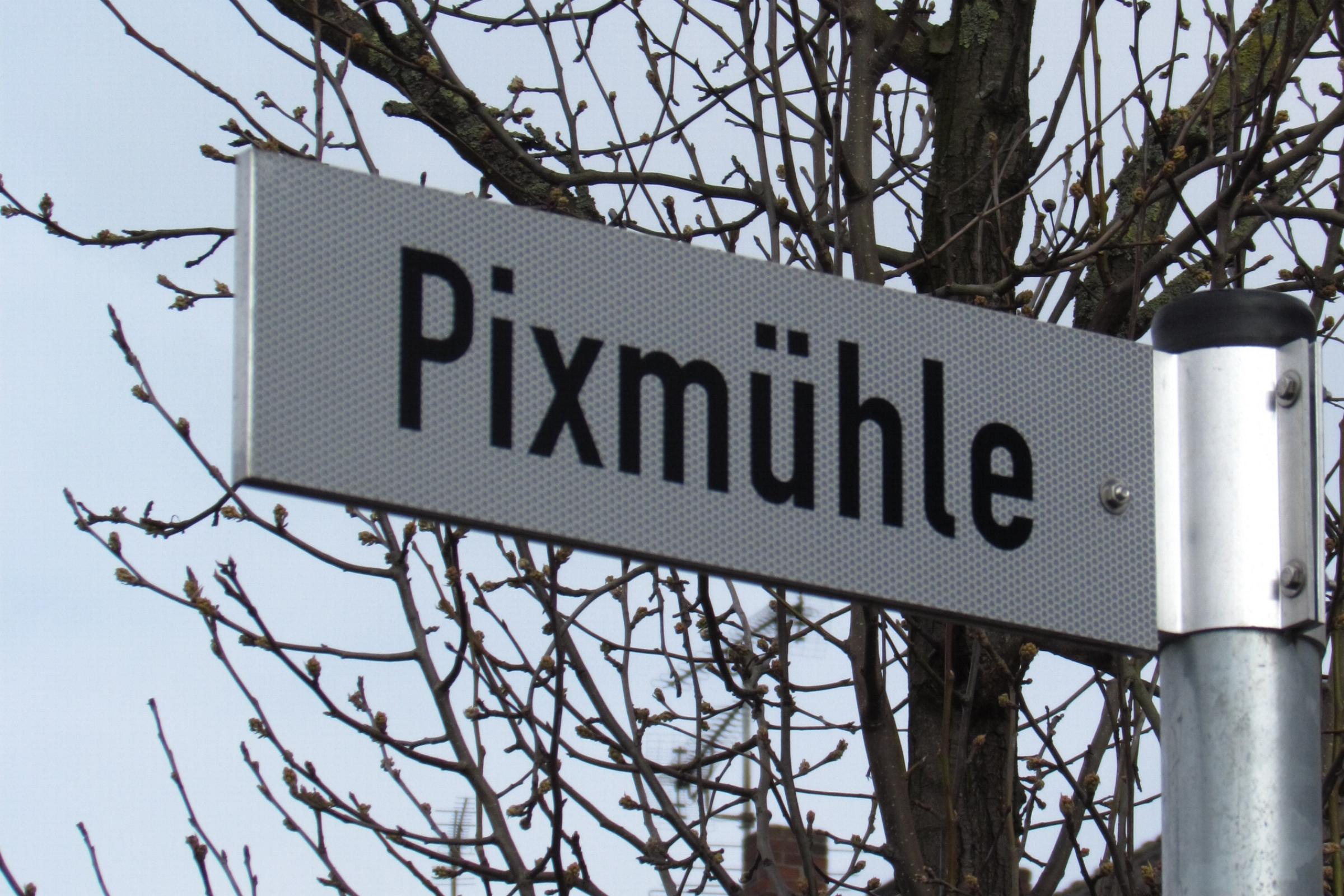
Straßenschild Pixmühle
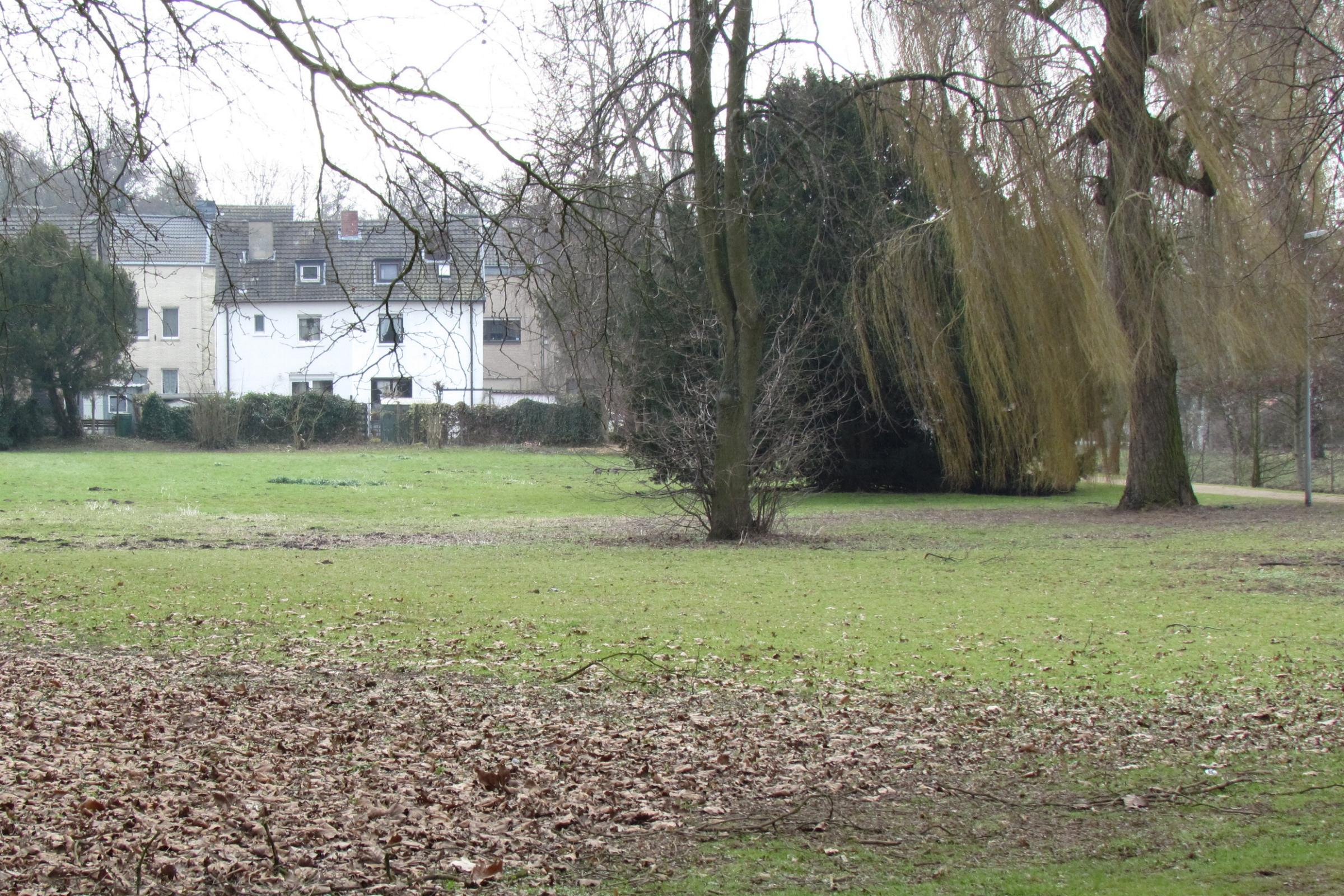
Ehemaliger Standort der Pixmühle
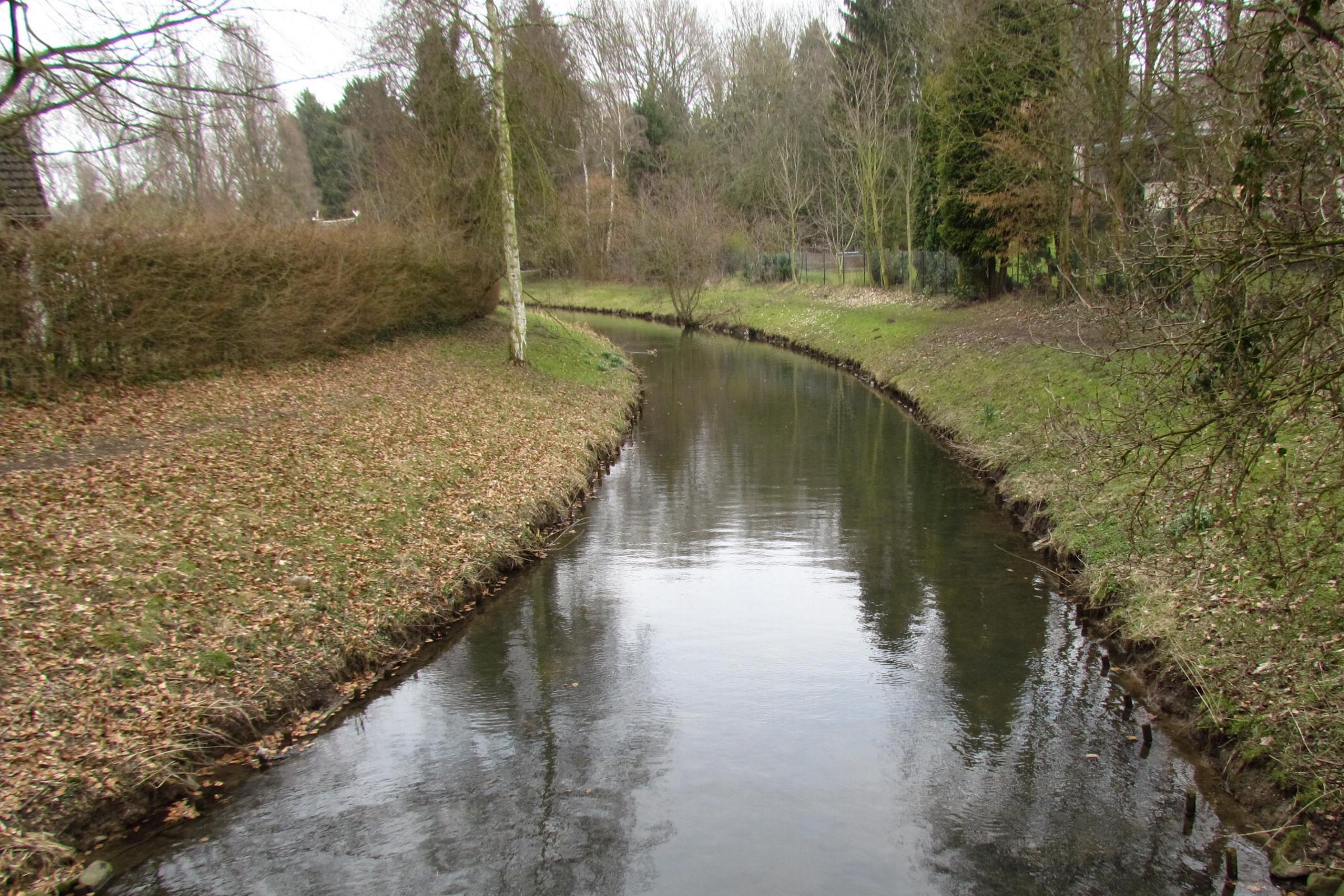
Niersverlauf in Odenkirchen
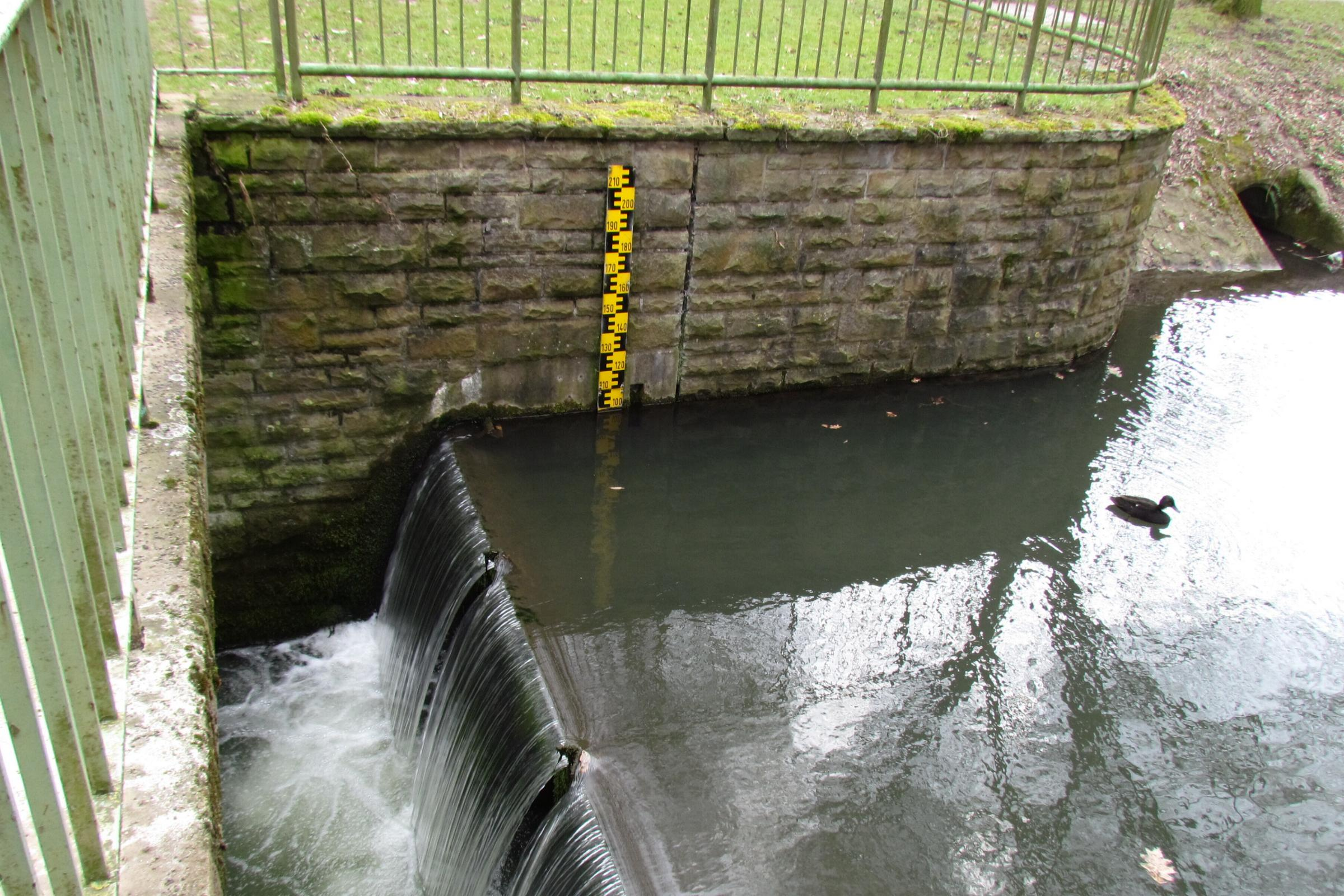
Pegelmessung an der Niers
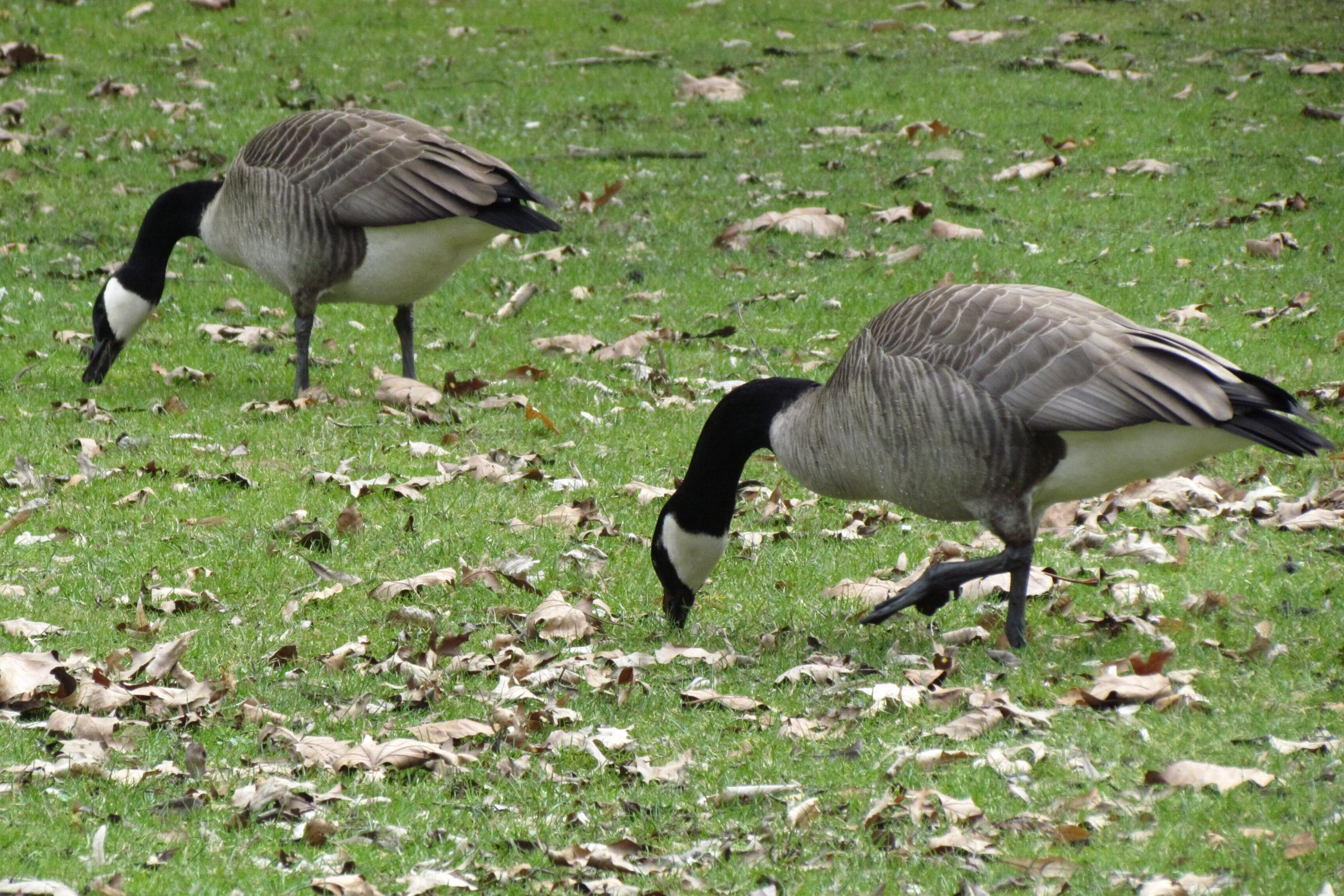
Wildgänse wo einst die Pixmühle stand
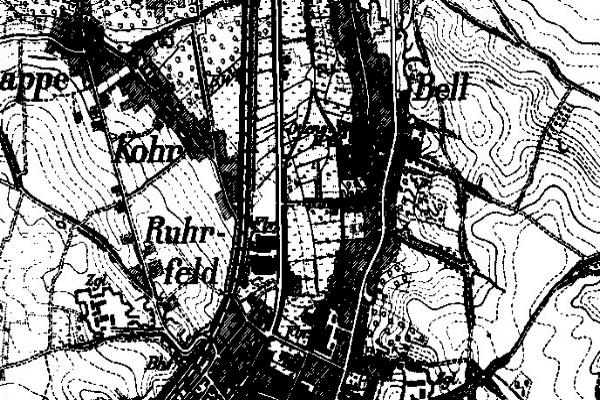
Ortslage Odenkirchen auf der Karte Neuaufnahme von 1912
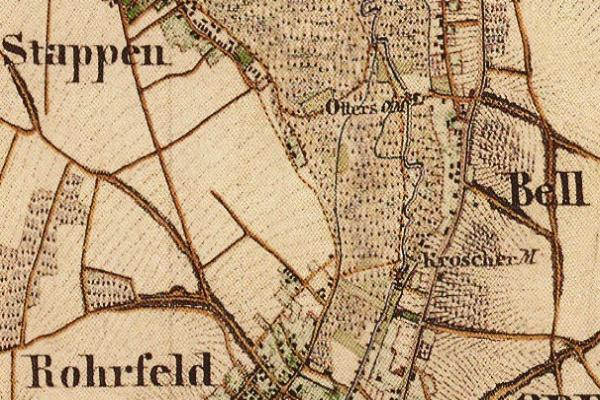
Die Pixmühle als Kroschmühle auf der Urkatasterkarte von 1846
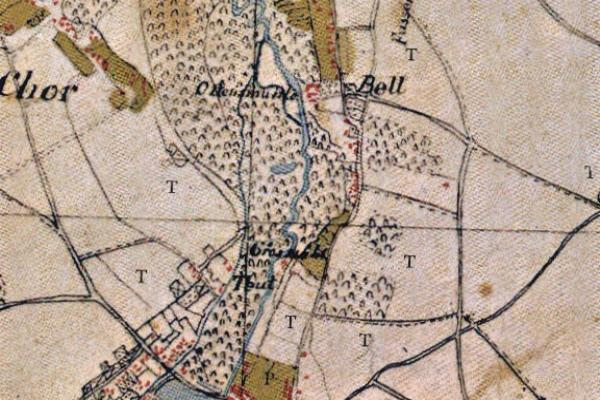
Die Pixmühle als Grosmühle auf der Tranchotkarte 1803–1820